# Denis Albert Bardou
Pour les articles homonymes, voir Bardou.
Denis Albert Bardou (15 février 1841 - 14 mars 1893) est un fabricant français d'instruments optiques de précision.

## Biographie

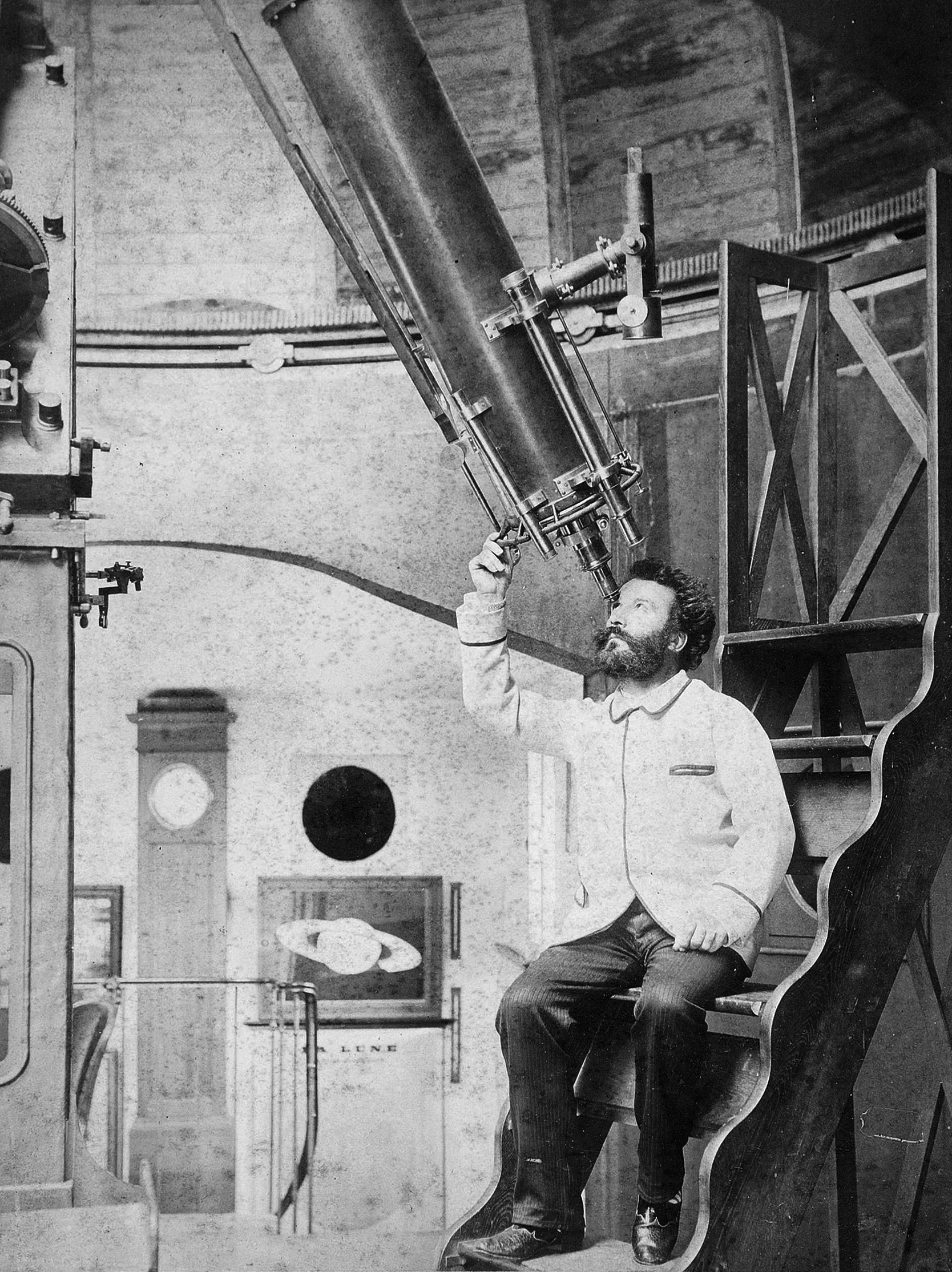
Flammarion dans son observatoire à Juvisy avec la lunette Bardou

Il est né à Paris, fils de Pierre Gabriel Bardou, opticien, et de Gertrude Aglaé Anna Guichard. Le grand-père de Denis Albert avait fondé la Maison Bardou en 1819, un fabricant d'optique à Paris, dont la direction passa ensuite à son père. En 1865, Denis Albert prend la tête de l'entreprise familiale. L'entreprise était située dans sa résidence au 55, rue de Chabrol.
L'entreprise fabriquait et vendait des télescopes astronomiques, des longue-vues, des jumelles, des microscopes et des lunettes d'opéra. Les télescopes comprenaient à la fois des modèles a monture équatoriale et azimutale avec des miroirs de verre argentés (10, 16, 20 cm). Entre 1867 et 1891, la société Bardou a remporté de nombreuses récompenses lors d'expositions au Havre, à Philadelphie et à Paris, notamment une médaille d'or à l'Exposition universelle de Paris de 1889. Elle a fourni des instruments d'optique au ministère de la Guerre, de la Marine et aux gouvernements étrangers.
Bardou est devenu membre de la Société astronomique de France en 1888 (seulement un an après sa création). Les publicités pour les télescopes de sa compagnie apparaissaient fréquemment dans les pages du bulletin de la Société.
Bardou est mort le 14 mars 1893 dans sa maison à Paris,.

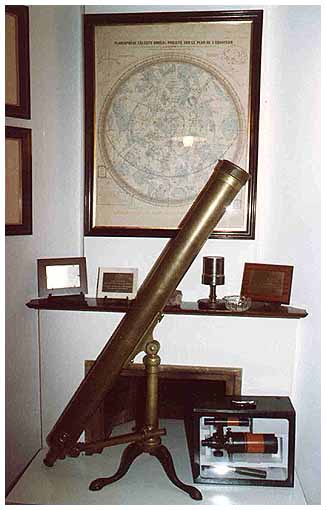
Lunette Bardou dont Camille Flammarion a fait don à la Sociedad Científica Camille Flammarion of Jaén, Espagne.

En 1896, Jules Vial, ingénieur, devient successeur de la Maison Bardou. Il a continué à fabriquer des télescopes sous le nom de « Bardou » ou « Bardou-Vial » pendant au moins les 15 années suivantes. En 1899, l'entreprise avait déménagé au 59, rue Caulaincourt, Paris.

## Les instruments Bardou d'importance
En plus de fabriquer de petits instruments, Bardou a également construit de grands lunettes sur demande.
- Lorsque Camille Flammarion construisit son observatoire à Juvisy-sur-Orge en 1883, il chargea Bardou de construire la grande lunette à monture équatoriale de 240 mm de diamètre et de 3600 mm de distance focale[7].
- En 1889, la Société Astronomique de France a chargé Bardou de construire un réfracteur à monture équatoriale de 108 mm diamètre pour l'Observatoire de la Société Astronomique de France à son ancien siège de la rue Serpente à Paris[8].